# حسب الدين (أوزبكستان)
حسب الدين هي بلدة في مقاطعة قزل تبه في ولاية نواوي في أوزبكستان.